# Justin Furstenfeld
Justin Steward Furstenfeld (Houston, 14 dicembre 1975) è un cantante e chitarrista statunitense, membro del gruppo rock Blue October.

## Discografia
Album solista
- 2014 - Songs From An Open Book
- 2017 - “Open Book Winter Album”

con Blue October

con The Last Wish
- 1993 - Rooftop Sessions
- 1995 - The First of February